# Caleb R. Layton

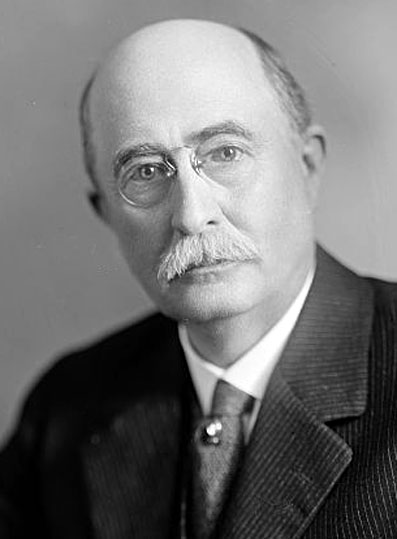
Caleb R. Layton

Caleb Rodney Layton (* 8. September 1851 bei Frankford, Delaware; † 11. November 1930 in Georgetown, Delaware) war ein US-amerikanischer Politiker. Zwischen 1919 und 1923 vertrat er den Bundesstaat Delaware im US-Repräsentantenhaus.

## Werdegang
Caleb Layton wurde auf einer Farm im Sussex County geboren. Er besuchte die öffentlichen Schulen seiner Heimat und die Georgetown Academy. Danach studierte er bis 1873 am Amherst College in Massachusetts. Nach einem Medizinstudium an der University of Pennsylvania in Philadelphia begann er in Georgetown als Arzt zu arbeiten.
Layton wurde Mitglied der Republikanischen Partei. Zwischen 1876 und 1888 war er im Vorstand der Partei in seinem Bezirk und von 1896 bis 1901 war er dort Parteivorsitzender. In den Jahren 1896, 1900 und 1904 war Layton Delegierter zu den jeweiligen Republican National Conventions, auf denen William McKinley bzw. Theodore Roosevelt als Präsidentschaftskandidaten der Partei nominiert wurden. Zwischen 1897 und 1905 gab er außerdem die Zeitung „Union Republican“ heraus.
Von 1901 bis 1905 war Layton als Secretary of State geschäftsführender Beamter der Regierung von Delaware und zwischen 1906 und 1910 war er Revisor in einigen Bundesministerien in Washington. 1918 wurde er in das US-Repräsentantenhaus gewählt. Dort trat er am 4. März 1919 die Nachfolge des Demokraten Albert F. Polk an, den er bei den Wahlen geschlagen hatte. Nach einer Wiederwahl im Jahr 1920 konnte Layton bis zum 3. März 1923 zwei Legislaturperioden im Kongress absolvieren. Bei den Wahlen des Jahres 1922 unterlag er dem Demokraten William H. Boyce. Nach dem Ende seiner Zeit im Kongress arbeitete Layton wieder als Arzt in Georgetown. Dort ist er im November 1930 auch verstorben. Er war mit Anna E. Sipple verheiratet.